# Wiesław Wiśniewski
Pour les articles homonymes, voir Wiśniewski.
 (août 2023).
Si vous disposez d'ouvrages ou d'articles de référence ou si vous connaissez des sites web de qualité traitant du thème abordé ici, merci de compléter l'article en donnant les références utiles à sa vérifiabilité et en les liant à la section « Notes et références ».
Wiesław Z. Wiśniewski ([vjɛswaf wiɕˈɲɛfski]) (1931, Pologne - 1994, Tucson, Arizona, É.-U.) était un astronome polonais.
Wisniewski émigra aux États-Unis en 1963 pour exercer comme professeur en astronomie au Département des sciences planétaires à  Tucson, en Arizona.
Son principal centre d'intérêt était les comètes et les astéroïdes.

## Divers
L'astéroïde (2256) Wiśniewski a été nommé ainsi en son honneur.